# Rhamphichthys hahni
Rhamphichthys hahni är en fiskart som först beskrevs av Meinken, 1937.  Rhamphichthys hahni ingår i släktet Rhamphichthys och familjen Rhamphichthyidae. Inga underarter finns listade i Catalogue of Life.